# Lamourouxia dependens
Lamourouxia dependens är en snyltrotsväxtart som beskrevs av George Bentham. Lamourouxia dependens ingår i släktet Lamourouxia och familjen snyltrotsväxter. Inga underarter finns listade i Catalogue of Life.